# Île Erickson
Pour les articles homonymes, voir Erickson.
L'île Erickson est une île de l'État de Washington dans le Comté de Skagit aux États-Unis.

## Description
Elle s'étend entre des méandres de la Skagit sur environ 7 km de longueur pour une largeur d'environ 2 km.